# خرف وعائي
الخَرَف الوِعَائِي أو كما يُعرف بالانسداد الوعائي (MID) أو ضعف الإدراك الوعائي (VCI) هو خرف يحصل بسبب مشاكل في الأوعية الدموية التي تزود الدماغ بالدم، عادة يكون كسلسلة من السكتات الدماغية الثانوية التي تؤدي إلى قلة الإدراك تدريجيًّا. الخرَف الوعائي هو ثاني أكثر أمراض الخرَف شيوعًا بعد مرض آلزهايمر عند كبار السن. المصطلح يعود لمتلازمة تتألف من تفاعل الأمراض الدماغية الوعائية وعوامل الخطر التي تؤدي إلى تغيرات في بنية الدماغ (السكتات الدماغية، الآفات) مما يؤدي إلى تغيرات في الإدراك. الفحص المبكر والتشخيص الدقيق مهمان جدا، إضافة إلى أن الخرف الوعائي على الأقل يمكن الوقاية
منه نسبيًا. مع أن التغيرات الدماغية في الدماغ أزلية، لكن المصاب بالخرف الوعائي يمكن أن يُظهر فترات استقرار أو حتى تحسن معتدل. أيضاً لتشخيص الخرف الوعائي لابد من إثبات وجود علاقة متزامنة بين تدني الإدراك والإصابة بالسكتة الدماغية.
بعض العلامات الابتدائية الرئيسية لهذا المرض :
 الإصابة حتشاءات منفردة في مناطق معينة من الدماغ (كالتي تؤثر على المهاد، و الشريان المخي الأمامي، الفص الجداري أو التلفيف الحزامي)، انأو سلإصابة بادادات دماغية متعددة، وأآفات نزفية. 
الآفات الوعائية يمكن أن تكون نتيجة لانتشار مرض مخي وعائي، مثل أمراض اعتلال الأوعية الدقيقة أو الآفات البؤرية، ولكن عادة تكون نتيجة لكليهما معًا. يتم تشخيص الخرف المختلط عندما يكون لدى المرضى دلائل على اصابتهم بخرف الزهايمر والأمراض الدماغية الوعائية، إما سريرياً أو بناءً على أدلة التصوير العصبي للآفات الدماغية. في الممارسة العملية، الخرف الوعائي ومرض الزهايمر غالباً ما يكونان مترافقين، وخاصة في المرضى كبار السن. 
الخرف الوعائي الدماغي في بعض الأحيان يكون ناجم عن اعتلال الأوعية الدماغية النشوانية، الذي يتضمن تراكم لويحات بيتا  النشوانية في جدران الشرايين الدماغية، مما يؤدي إلى انهيار وتمزق الأوعية. و بما أن لويحات أميلويد هي السمة المميزة لمرض الزهايمر، قد يحدث الخرف الوعائي نتيجة لذلك. ومع ذلك، يمكن أن يظهر اعتلال الأوعية الدماغية اميلويد أيضا في الأشخاص الذين لم يعانوا من أي حالة خرف سابقة ومعروف أن بعض لويحات بيتا اميلويد غالبا ما تكون موجودة في كبار السن الطبيعين. 

## العلامات والأعراض
التفريق بين متلازمات الخرف الوعائي قد يكون صعبًا، نظرًا لكثرة التداخلات في الأعراض السريرية، ولتداخل الأمراض المسببة لكل نوع. فبالتحديد، قد يُصاحِب الخرف الوعائي ظهور خرف ألزهايمر.
يصاب مرضى الخرف الوعائي بالقصور الإدراكي بعد عدة حوادث دماغية وعائية، قد يكون القصور حادًّا أو شبه حاد مثل حالة القصور الإدراكي المعتدل. أعراض الخرَف قد تتطور بشكل متدرج أو مفاجئ بعد كل سكتة دماغية صغيرة، وبعض الأشخاص قد يظهر عليهم التحسن بين السكتات ولكن تظهرعليهم علامات التدهور بعد عددٍ من السكتات الدماغية الصامتة. التدهور السريع للحالات قد يؤدي إلى الموت من السكتات الدماغية، الأمراض القلبية أو الالتهابات.
الأعراض المتقدمة كـ الخَزَل الشِّقِّي، بطء الحركة، فرَط المنعَكَسَات، المنعَكَس الأخمَصِي الباسط، فقدان الانتظام، الشَلَلٌ البَصَلِيٌّ الكاذِب، المِشْيَة وعسر البلع قد يتم ملاحظتها.
الأعراض بشكلٍ اعتيادي تشبه أعراض بقية أنواع الخرَف، لكنها بشكلٍ أساسي تتضمن التدهور الإدراكي وقصور الذاكرة بِحدَّة كافية للتأثير على أنشطة الحياة اليومية، كما قد يصاحبهما ظهور علامات عصبية بؤرية (مثل الخَزَل الشقِّي، العجَز الحِسِّي،العمَى الشِّقِّي، المنعكس الأخمصي، إلخ) وظهور علامات تتلاءم مع تشخيص مرض دماغي وعائي في التصوير الدماغي (سواء بالتصوير المقطعي أو الرنين المغناطيسي). المرضى يعانون من العجز الغير منتظم من حيث الاختبار المعرفي أو الإدراكي، فهم يميلون للتذكر الحر أكثر ولديهم ذكريات متداخلة بصورة أقل من المرضى المصابين بمرض ألزهايمر. قد يُصاب المرضى بالتلعثم والحبسة(فقدان القدرة على الكلام) في الحالات الحرجة أو حالات المرضى المصابين باحتشاءات في منطقة فيرنيك أو بروكا من الدماغ.
في اعتلال الأوعية الدقيقة، الفِصَّان الأماميَّان يتأثران غالبًا. ظهور الخمول مبكرًا يوحي أكثر بأنه مرض الخرَف الوعائي لأنه يظهر في المراحل المتقدمة من مرض ألزهايمر. بناءً على ذلك، مرضى الخرَف الوعائي يميلون ليكونوا ذوي أداءٍ أسوأ من حالتهم عند إصابتهم بمرض ألزهايمر في وظائف الفص الأمامي مثل الطلاقة اللفظية، كما أنهم يميلون لإظهار سلوك محافِظ أكثر، وقد يُظهِرون بطئًا في قدرة المعالجة، صعوبةً في التنقل بين الأوضاع، وقصورًا في تلخيص الأفكار.  
حالات الإصابة بلغت أعلى درجاتها بين العقدين الرابع والسابع و80% من الأشخاص المصابين يمتلكون تاريخًا مع مرض ارتفاع ضغط الدم. والمرضى ستظهر عليهم أعراض وعلامات سلوكية، حركية، إدراكية ومتتابعة. نسبة مهمة تُظهِر أعراض وجدانية، هذه التغيرات في العادة تظهر خلال 5-10 سنوات. إذا تأثَّر الفصَّان الأماميان، سيصبح المرضى خاملينو فاقدي الإرادة. قد تكون أيضًا مصحوبة بمشاكل في الانتباه، التوجيه وسلس البول. رغم أن التصلب في الشرايين الدماغية الرئيسية شيءٌ اعتيادي في حالات الخرف الوعائي، إلا أن الأوعية والشرايين الأصغر حجمًا هي المتضررة في المقام الأول.
الاضطرابات الوراثية النادرة التي تؤدي إلى الآفات الوعائية الدموية لها أنماط أخرى في الظهور. وكقاعدة عامة، فإنها تميل للظهور في مراحل مبكرة من الحياة وتكون أكثر عدوانية. بالإضافة إلى ذلك، الأمراض المعدية مثل الزُّهْرِي تؤدي إلى تلف الشرايين والسكتات الدماغية وإلى التهاب بكتيري في الدماغ.

## الأسباب
العوامل المسببة لخطر الإصابة بالخرف الوعائي تتضمن : العمر، ارتفاع ضغط الدم، التدخين، ارتفاع الكولسترول، داء السكري والأمراض الدماغية.  
بعض العوامل الأخرى تتضمن : المكان الجغرافي، القابلية الجينية، والسكتات الدماغية السابقة. يجب الوقاية من المزيد من السكتات الدماغية بالعلاج إما عن طريق العمليات أو الأدوية لتقليل فرصة الإصابة ابالسكتات الدماغية المتعددة

## التشخيص
العديد من معايير التشخيص المحددة يُمكن استخدامها لتشخيص الخرَف الوعائي، وهي: معايير الدليل التشخيصي والإحصائي للاضطرابات النفسية (الطبعة الرابعة DSM-IV)، معايير التصنيف الدولي للأمراض (الطبعة العاشرة ICD-10)، معايير المعهد الوطني للاضطرابات العصبية والسكتات الدماغية - Association Internationale pour la Recherche et l'Enseignement en Neurosciences- (NINDS-AIREN)، معايير مركز علاج وتشخيص مرض ألزهايمر، و (HIS).
تتضمن الاختبارات الموصى بها في حالات نقص الإدراك: تحليل الدم (من أجل فقر الدم، نقص الفيتامينات، التسمم الدرقي، الالتهابات، إلخ)، أشعة سينية للصدر، تخطيط القلب الكهربائي وبعض أنواع التصوير العصبي، ويُفضَّل القيام بفحص يقيس القدرة الوظيفية أو الأيضية بدلاً من الاكتفاء بالصور المقطعية أو التصوير بالرنين المغناطيسي.
عندما يكون  التصوير الطبي بأشعة غاما (SPECT) و التصوير المقطعي بالإصدار البوزيتروني (PET) للدماغ، متاحين كأدوات للتشخيص، يُمكن أن يُستخدما لتأكيد لتشخيص الخرَف متعدد الآفات بالتزامن مع عمليات التقييم التي تشمل فحص الحالة العقلية. في حالة شخص مُصاب بالخرف مسبقًا، التصوير الطبي بأشعة غاما يتميز بقدرته على التمييز بين الخرَف متعدد الآفات ومرض ألزهايمر، مقارنةً باستخدام الاختبار العقلي المعتاد وتحليل التاريخ الطبي. وقد أدى التقدم إلى اقتراح معايير تشخيص جديدة.
اختبارات فحص الدم في العادة تشمل إحصاء الدم الكامل، اختبارات وظائف الكبد، اختبارات وظائف الغدة الدرقية، مستوى الدهون في الدم، معدل ترسب الدم ، البروتين المتفاعل C، الزهريفي علم الأمصال، مستوى الكالسيوم في الدم، الجلوكوز أثناء الصوم، اليوريا والأملاح، فيتامين B-12 وحمض الفوليك. وقد يتم إجراء اختبار الأجسام المضادة والأمصال لفيروس نقص المناعة البشرية لبعض المرضى المختارين.

### علم الأمراض والتشريح
الفحص الإجمالي للدماغ قد يكشف عن آفات ملحوظة وتلف في الشرايين. تراكم المواد المختلفة مثل الأكياس الدهنية وتخثر الدم يظهر على الموجات المجهرية. المادة البيضاء هي الأكثر تأثرًا، مع ضمور ملحوظ وفقدان للأنسجة، بالإضافة إلى تكلس الشرايين. قد تكون السكتات الدماغية المجهرية أيضا موجودة في المادة الرمادية ( قشرة المخ )، وأحيانا بأعداد كبيرة.
 وفي بعض الحالات النادرة، تكون الاحتشاءات في الحُصيْن أو المهادهي سبب الخرف. 

## العلاج
الهدف الرئيسي من العلاج هو منع المزيد من آفات الأوعية الدموية الدماغية. هذا يشمل إعطاء الأدوية المضادة للصفيحات والسيطرة على عوامل الخطر الرئيسية التي تهدد الأوعية الدموية مثل ارتفاع ضغط الدم وارتفاع الكولسترول والتدخين ومرض السكري. 
بعض مسؤليات هيئة الإدارة في العلاج من الخرف تتضمن الإحالة إلى الخدمات المجتمعية، والحكم وصنع القرار فيما يتعلق بالقضايا القانونية والأخلاقية (على سبيل المثال، القيادة، والكفاءة، ودفع التوجيهات )، والنظر في الـضغط الحاصل على متولي الرعاية ‏.
وقد أظهرت بعض مثبطات الكولين ‏ مثل الجلانتامينأنها ذات فائدة في مختلف التجارب العشوائية المحكومة. لكن استعمالها غير مرخص حتى الآن. 
الأعراض السلوكية والوجدانية ذات أهمية خاصة في هذه المجموعة من المرضى وتستحق اهتماما خاصا. لأن هذه المشاكل -إذا تطورت- تميل إلى أن تكون مقاومة للعلاج بالعلاج النفسي التقليدية، وفي كثير من الحالات تؤدي إلى دخول المستشفى والوضع في العناية الدائمة. 

## مستقبل المرض
أجريت العديد من الدراسات لتحديد مدة امكانية بقاء المرضى الذين يعانون من الخرف على قيد الحياة. كانت الدراسات في كثير من الأحيان محدودة وصغيرة، مما أدى إلى نتائج متناقضة في العلاقة بين معدل الوفيات لنوع من الخرف وجنس المريض.
في عام 2015 أقيمت دراسة كبيرة جدا أجريت في هولندا وتوصلت إلى أن وفيات المرضى في سنة واحدة كانت 3-4 أضعاف بعد احالتهم إلى العيادة بالمقارنة مع السكان عموما.
 كان معدل وفيات المرضى المنومين في المستشفى بسبب الخرف، أعلى مما كانت عليه في المرضى المنومين في المستشفى لمرض القلب والأوعية الدموية.
تم التوصل إلى أن مرضى الخرف الوعائي لديهم معدلات بقاء تشابه تلك التي لدى مرضى ألزهايمرأو أسوأ
أيضاً، دراسة سويدية كبيرة جدا في 2014 وجدت أن مستقبل المرض أسوأ عند الذكور والمرضى من كبار السن. 
خلافا لمرض الزهايمر، الذي فقط يضعف المريض لدرجة أنه يستسلم للعدوى البكتيرية مثل الالتهاب الرئوي، الخرف الوعائي هو سبب مباشر للوفاة بسبب احتمال حدوث انقطاع مميت في إمدادات الدم في الدماغ. 

## علم الأوبئة
الخرف الوعائي هو ثاني أكثر أنواع الخرف شيوعا في الولايات المتحدة وأوروبا في كبار السن، ولكنه الأكثر شيوعا في بعض أجزاء آسيا.
نسبة انتشارالمرض هي 1.5% في الدول الغربية وحوالي 2.2% في اليابان. وتمثل 50% من جميع أنواع الخرف في اليابان، و 20% إلى 40% في أوروبا و 15% في أمريكا اللاتينية.
 
 حالات الخرفأعلى بـ 9 أضعاف في المرضى الذين سبق وأن أصابتهم سكتة دماغية مقارنة بمن لم يصابوا بها. 25% من مرضى السكتة الدماغية تظهر عليهم علامات أولية لبداية الخرف في خلال سنة واحدة بعد السكتة الدماغية التي أصابتهم.
  
الخطر النسبي للإصابة بالخرف هو 5.5% خلال 4 سنوات من الإصابة بجلطة دماغية. 
وجدت إحدى الدراسات أن في الولايات المتحدة على وجه التحديد، انتشار الخرف الوعائي في الأفراد الذين تزيد أعمارهم على 71 بنسبة 2.43 ٪، و وجدت دراسة أخرى أن انتشار الخرف يتضاعف مع كل 5.1 سنة من العمر 